# (36814) 2000 SX71
2000 SX71 (asteroide 36814) é um asteroide da cintura principal. Possui uma excentricidade de 0.08140280 e uma inclinação de 4.51849º.
Este asteroide foi descoberto no dia 24 de setembro de 2000 por LINEAR em Socorro.